# Mirni Rupes
La Mirni Rupes è una struttura geologica della superficie di Mercurio.